# Ardita Statovci
Ardita Statovci (ur. 2 marca 1982 w Prisztinie) – kosowska pianistka.

## Życiorys
Rozpoczęła naukę gry na fortepianie w wieku 8 lat. W wieku 14 lat miała swój pierwszy koncert jako solistka.
W 1997 roku miała w Austrii swój pierwszy zagraniczny koncert. W tym roku wstąpiła do salzburskiego Mozarteum, które ukończyła w 2004 roku, a następnie ukończyła studia na Uniwersytecie Indiany w Bloomington oraz studia podyplomowe na Uniwersytecie w Imoli.
W latach 2008–2009 otrzymywała stypendium od austriackiego rządu za wybitne osiągnięcia jako absolwenctka Mozarteum.